# Samsung Pay
Samsung Pay es un sistema de pago móvil que permite configurar una 'cartera electrónica' con tarjetas de crédito y débito para utilizarlas sin necesidad de llevarlas físicamente, de modo que podemos utilizar el teléfono inteligente como si se tratara de la propia tarjeta de crédito en cualquier tipo de establecimiento con terminales TPV con NFC y MST (Magnetic Secure Transmission) en algunos países como México, lo cual lo hacía compatible con todas las terminales de banda magnética y contactless hasta su salida del país.
El procedimiento para poder usar este servicio es muy sencillo. En el momento de ir a pagar, el usuario solo tendrá que deslizar su dedo hacia arriba, dejando a la vista las tarjetas disponibles (las deberá almacenar previamente en la aplicación desarrollada para la ocasión), elegir cuál quiere usar y proceder al pago, escaneando la huella dactilar del usuario.
El sistema Samsung Pay trabaja con los TPV contactless, dispositivo que posee la mayoría de los comercios actuales, por lo que Samsung Pay se podrá usar en todos esos comercios sin problema. En algunos países como México, también trabaja con la tecnología MST, lo cual lo hace compatible con todas las terminales que tengan banda magnética.

## Características
- Trabaja con los TPV
- Fácil de utilizar